# 劳伦·克里斯蒂
勞倫·克里斯蒂（英語：Lauren Christy，1967年11月19日—）是英國歌手，亦是一位集作曲、作詞、音樂製作於一身的音樂製作人，現時為音樂創作團隊「The Matrix」的成員（其成員包括有現任丈夫Graham Edwards及他們的好友Scott Spock）。
勞倫·克里斯蒂出生于倫敦，父母皆為從事娛樂事業，年幼時因對讀書興趣不大，11歲時轉讀於美國戴維斯芭蕾舞學校，16歲時，勞倫遇上了恩師辛迪·羅伯頓（Sandy Roberton）（他日後亦成為了勞倫的經紀人），令她勵志要成為一名歌手和作曲家。翌年她離開芭蕾舞學校，並和另外6名男性成員組合成為「Pink Ash」的樂隊組合，以藝名「爬蟲蘇茜」（Susie Reptile）開展她的演藝事業。後來勞倫移居至洛杉矶，並透過水星唱片推出其首張專輯。及後再和EMI簽約，並由寶麗金錄製及發行首張個人專輯。1993年2月19日，以同名的個人專輯正式發行，包括單曲《You Read Me Wrong》和《Steep》。
1994年，她為布斯·韋利士唯一出演的情色驚慄電影《黑夜之色》（Color of Night，大陸譯作：《色夜》）創作及主唱了同名主題曲《The Color of the Night》，雖然該電影上演時劣評如潮，甚至成為當年金草苺獎中的「最差電影」大獎，但主題曲卻獲得不錯的評價，甚至曾被提名角逐金球獎中的「最佳電影原創歌曲」。後來這首曲和處女大碟中的作品都在後來的精選歌曲集中翻唱。
1999年組成了 The Matrix，並與多位著名歌手的唱片製作中合作，勞倫亦投身於電影音樂上，包括有《102斑點狗》、《遠大前程》、《七個女朋友》、《Free Enterprise》等等。
勞倫與丈夫現育有一女，名字為喬治亞·克里斯蒂·愛德華茲（Georgia Christy Edwards）。